# Annika Lurz
Annika Liebs (Karlsruhe, Alemania, 6 de septiembre de 1979) es una nadadora alemana especializada en pruebas de estilo libre media distancia, donde consiguió ser subcampeona mundial en 2007 en los 200 metros.

## Carrera deportiva
En el Campeonato Mundial de Natación de 2005 celebrado en Montreal ganó la medalla de plata en los relevos de 4 x 100 metros estilo libre, tras Australia (oro) y por delante de Estados Unidos; dos años después, en el Campeonato Mundial de Natación de 2007 celebrado en Melbourne ganó la medalla de plata en los 200 metros estilo libre, con un tiempo de 1:55.68 segundos, tras la francesa Laure Manaudou (oro con 1:55.52 segundos que fue récord del mundo ) y por delante de la italiana Federica Pellegrini  (bronce con 1:56.97 segundos).